# Hössl & Winkler
Die 	Hößl + Winkler GmbH HW - Air (im Außenauftritt meist nur Hössl & Winkler sowie hw air) war eine deutsche Fluggesellschaft mit Sitz in Straubing.

## Geschichte und Flugziele
Hössl & Winkler operierte unter dem bayerischen Luftverkehrsbetreiberzeugnis mit der Nummer 003 und bot neben Lufttaxidiensten auch Geschäfts- und Frachtflüge an. Zum 1. April 1977 nahm die Gesellschaft eine tägliche Linienverbindung zwischen dem Flughafen Frankfurt Main und dem Flugplatz Straubing auf. Zur Sommersaison des gleichen Jahres verband man darüber hinaus München mit Elba. Bis 1979 konnten so auf dieser für Riedenauer Reisen betriebenen Verbindung rund 3000 Passagiere gezählt werden.
Im März des Jahres 1980 folgte unter dem Einsatz einer Merlin III die Strecke München – Saarbrücken und bereits im Sommer 1981 flog man zwischen München und St. Moritz, wenngleich sich diese letztgenannte Strecke als äußerst verlustreich erwies. Durch einen Motorradunfall seitens Hössl, der ihm die weitere Mitarbeit im Unternehmen unmöglich gemacht hatte, spitzte sich die finanzielle Situation der Gesellschaft schließlich bis zur Untragbarkeit zu, und demzufolge stellte man 1982 den Flugbetrieb ein; Insolvenz wurde angemeldet.
Die DLT kaufte von der Deutschen Bank aus der Insolvenzmasse der Hössl & Winkler noch zwei Cessna 404, bevor das Unternehmen schließlich zum 21. September 1987 endgültig aufgelöst wurde.

## Flotte
Zur Betriebseinstellung im Jahre 1982 bestand die Flotte der Hössl & Winkler aus den folgenden vier Flugzeugen:
| Flugzeugtyp        | Anzahl | Luftfahrzeugkennzeichen |
| ------------------ | ------ | ----------------------- |
| Cessna 320E        | 1      | D-IACK                  |
| Cessna 404         | 2      | D-IAAW, D-IAAZ          |
| Fairchild Metro II | 1      | D-IHCW                  |
| Gesamt             | 4      |                         |

Zuvor betrieb man ebenfalls Flugzeuge der Typen Fairchild Merlin IIB und Merlin III.

## Zwischenfälle
- Am 13. Dezember 1979 musste die Cessna 404 mit dem Luftfahrzeugkennzeichen D-IHUW nach einem Zwischenfall abgeschrieben werden.[2][5]